# 大和市立柳橋小学校
大和市立柳橋小学校（やまとしりつ やなぎばししょうがっこう）は、神奈川県大和市柳橋にある公立小学校。

## 沿革
- 1973年（昭和48年）
  - 4月1日 - 草柳小学校と桜丘小学校の一部学区を分離[1]し、開校。
  - 4月3日 - 開校式を挙行[1]。
  - 5月15日 - 開校祝賀記念式を挙行し、この日（5月15日）を開校記念日に制定[1]。
- 1975年（昭和50年） - プールを落成し、市営プールでの授業から移行[2]。
- 1978年（昭和53年） - 校歌を制定[2]。
- 1983年（昭和58年） - PTA設立総会を開催し、PTAを発足[2]。
- 1984年（昭和59年）4月1日 - 学区の一部を分離し、引地台小学校が開校[2][3]。
- 1987年（昭和62年） - 土器造り活動を開始[2]。
- 1998年（平成10年） - パソコンを使った授業開始[2]。

## 通学地域
- 上草柳の一部
- 福田の一部
- 福田1丁目、7丁目
- 下草柳の一部
- 中央1丁目、7丁目
- 柳橋1丁目、4丁目 - 5丁目

## 進学先の中学校
公立中学校の場合。
- 大和市立引地台中学校